# Ngực trần
.

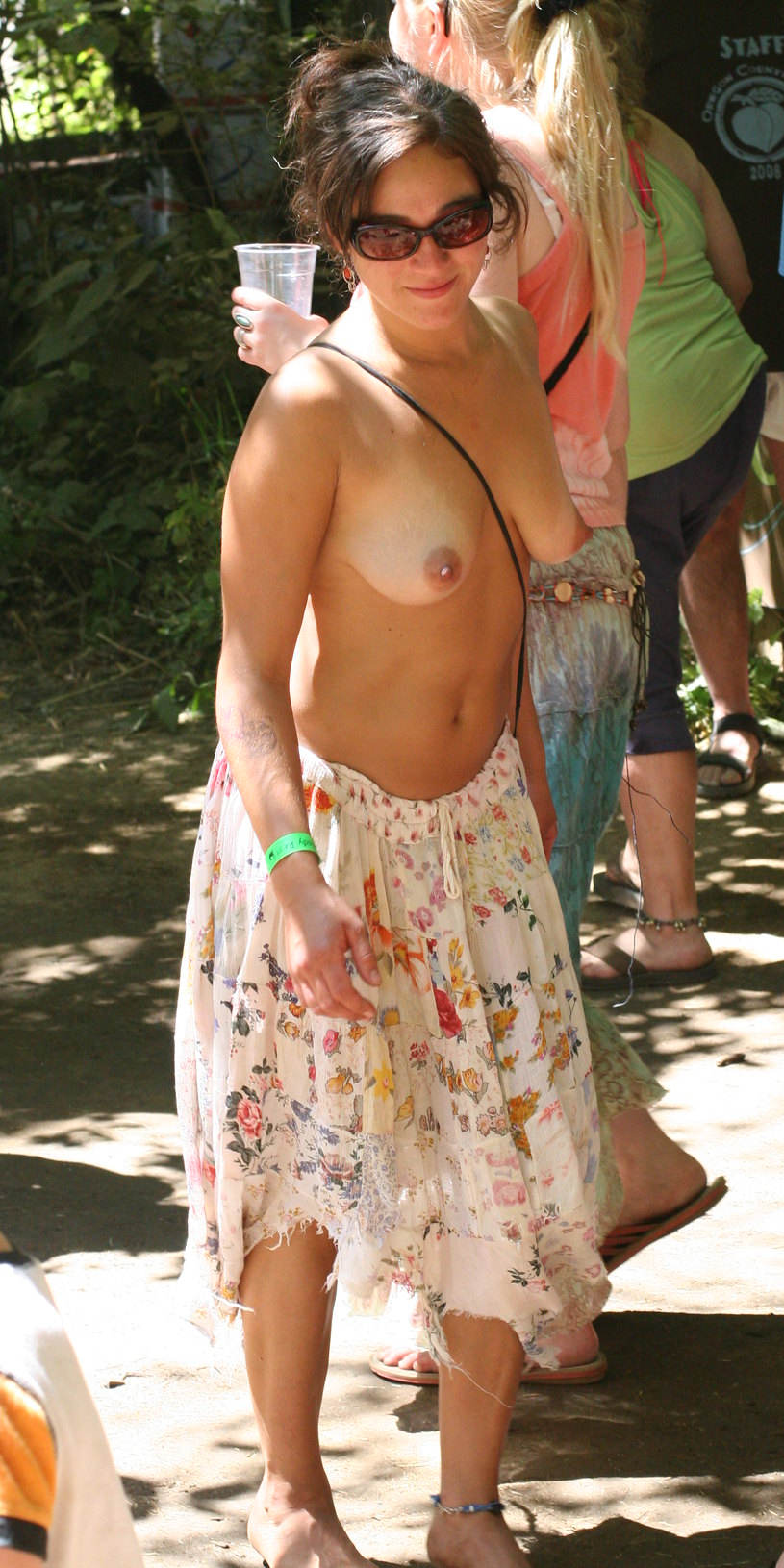
Một nữ du khách để ngực trần tại Hội chợ Nông thôn Oregon ở Veneta, bang Oregon (Hoa Kỳ) năm 2008.

Ngực trần, hay cởi trần, nghĩa là không mặc gì để che phần trên cơ thể. Cả nam lẫn nữ đều có thể để ngực trần. Phụ nữ để ngực trần lộ ra đôi bầu vú.
Ở một số nơi như châu Á, châu Phi và châu Đại Dương, phụ nữ cởi trần khi lao động, sinh hoạt, cả ở nhà lẫn ở ngoài đường. Thông thường là phụ nữ sống ở các khu vực miền núi. Họ chỉ mặc áo trong vài dịp quan trọng nào đó. Theo thời gian, trước ảnh hưởng của lối sống thành thị, việc để ngực trần nhiều khu vực miền núi đã mất dần. Trong một số nền văn hóa, phụ nữ phải che kín ngực, đến khi có chồng mới được phép để ngực trần.

## Nghệ thuật
Nghệ thuật Phật giáo Mathura từ thế kỷ I-II sau CN đã có nhiều hình ảnh phụ nữ ngực trần, được xem là có mức sử dụng hình ảnh khiêu dâm nhiều hơn bất kỳ trường phái nghệ thuật Ấn Độ nào trước đó.
Hình tượng Apsara trong điêu khắc Chăm phác họa phụ nữ Chăm ngực trần.

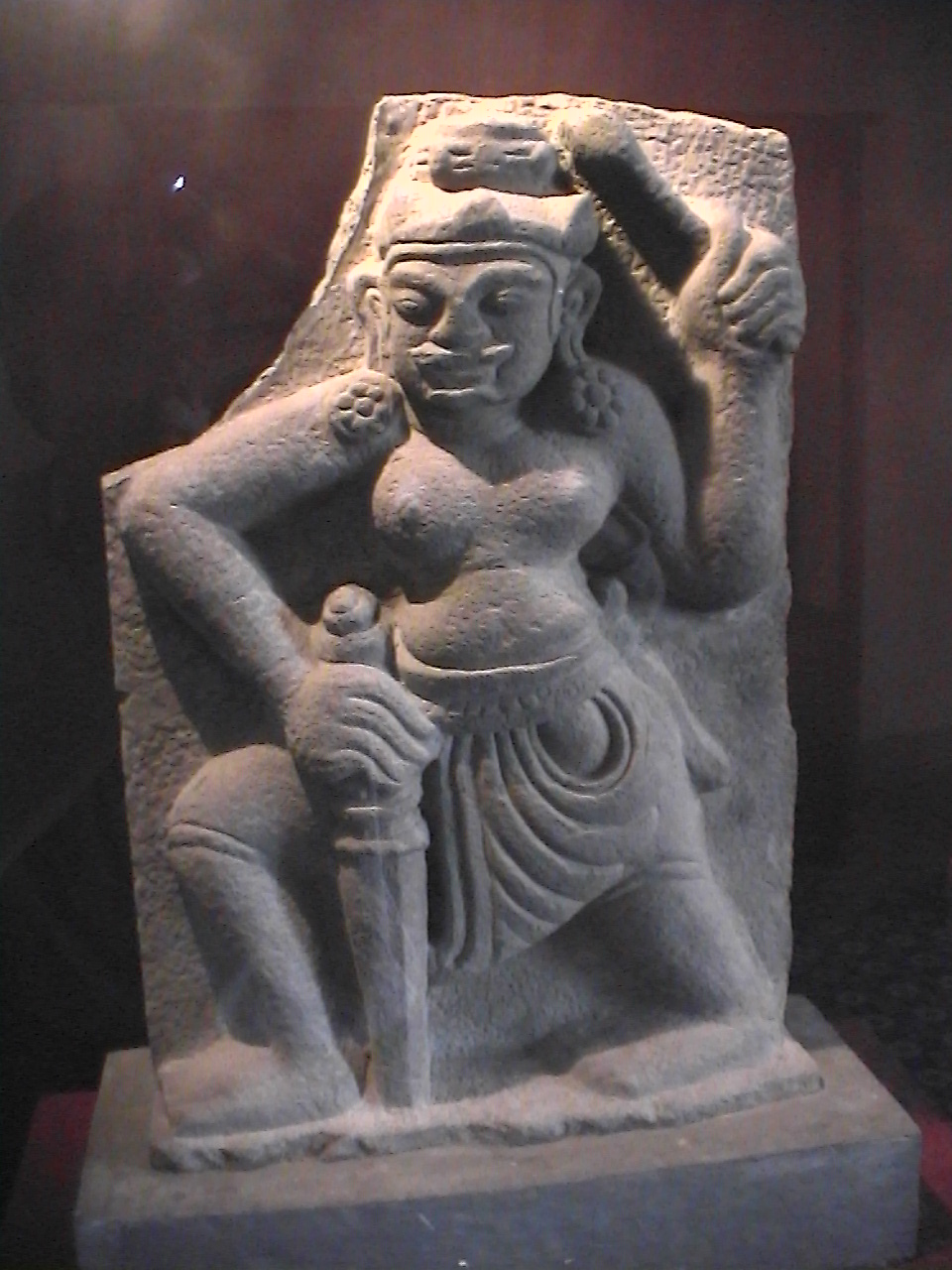
Tượng Chăm ở Bảo tàng Mỹ thuật TPHCM
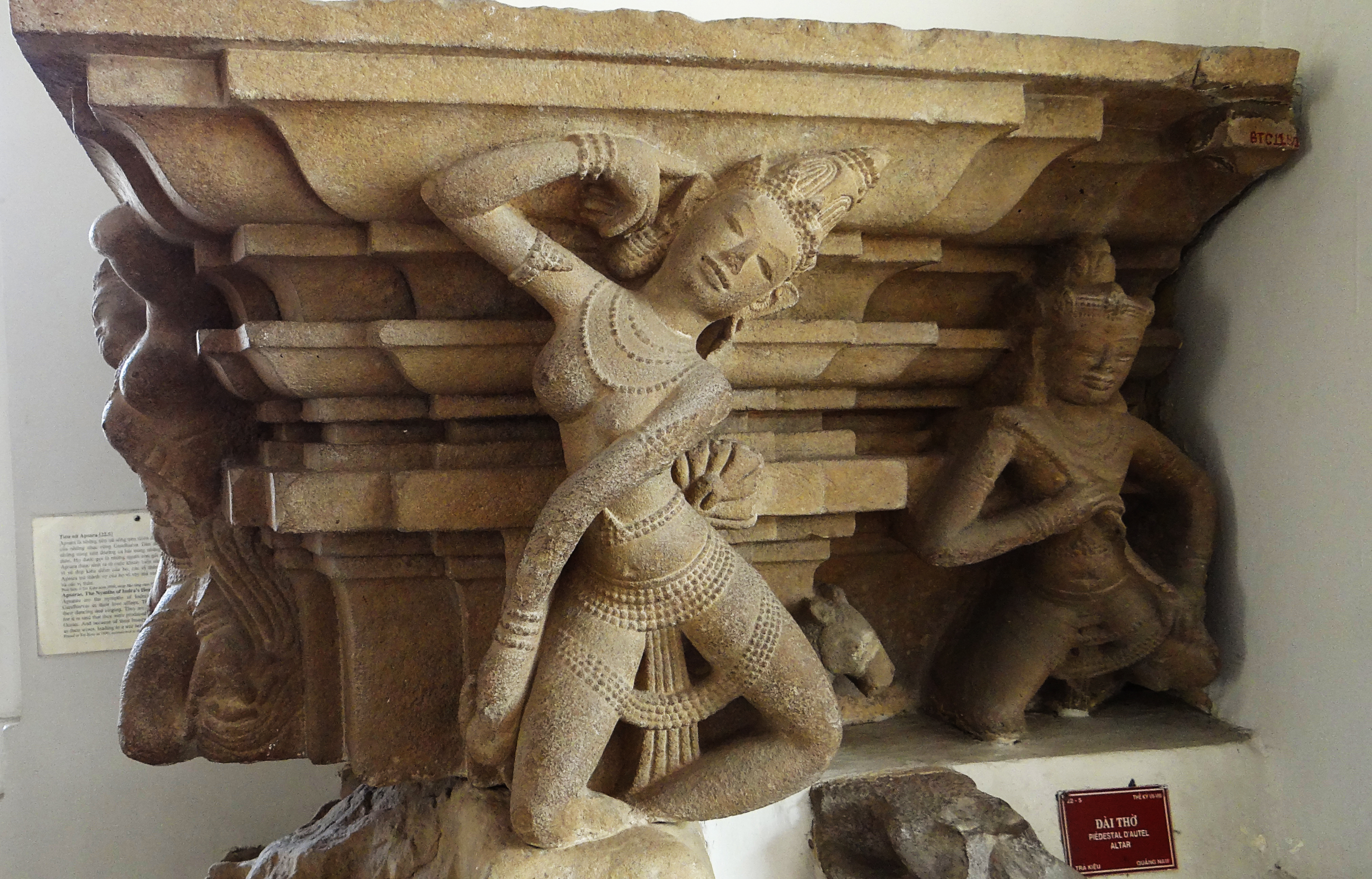
Tượng Apsara ở Đà Nẵng

## Văn học
Hình ảnh ngực trần được miêu tả trong nhiều tác phẩm văn học: Kẻ thù không mặt (năm 1969); Đời ca hát (năm 1970); Tình yêu sau chiến tranh (năm 2004); Khoảnh khắc của chiến tranh (năm 2005); Hồn trinh nữ (năm 2005); Gặp lại ấu thơ (năm 2011); Người đi trong mơ (năm 2021); tập Truyện ngắn của các nhà văn nữ Việt Nam (năm 2001);...

## Đời sống
Hình ảnh phụ nữ ngực trần thường chỉ xuất hiện tại các bãi biển, tuy nhiên một số quốc gia vẫn chưa cho phép. Một số nước tự do nhưng tại một số khu vực thì điều này bị giới hạn, cấm theo luật và có xử phạt, chả hạn dọc bãi biển từ Cannes đến SainteMaxime (Pháp), phụ nữ bị cấm để ngực trần.
Một số nơi, phụ nữ để ngực trần cho con bú ngay các địa điểm công cộng.